# Кнут Нордаль
Кнут Нордаль (швед. Knut Nordahl, нар. 13 січня 1920, Гернефорс, Умео — пом. 28 жовтня 1984) — шведський футболіст, що грав на позиції півзахисника за «Норрчепінг», «Рому» та національну збірну Швеції.
Найкращий шведський футболіст 1949 року, рідний брат Гуннара та Бертіля Нордалів, футболістів, які отримували аналогічний титул у 1947 та 1948 роках відповідно.
У складі збірної — олімпійський чемпіон.

## Клубна кар'єра
У дорослому футболі дебютував 1937 року виступами за команду «Гернефорс» з рідного містечка. 1940 року став гравцем клубу «Норрчепінг», в якій провів десять сезонів, взявши участь у 167 матчах чемпіонату. 
Своєю грою за цю команду привернув увагу представників тренерського штабу італійської «Роми», до складу якої приєднався 1950 року. Відіграв за «вовків» наступні два сезони своєї ігрової кар'єри. Більшість часу, проведеного у складі «Роми», був основним гравцем команди.
Завершив професійну ігрову кар'єру у клубі «Норрчепінг», у складі якого вже виступав раніше. Прийшов до команди 1952 року, захищав її кольори до припинення виступів на професійному рівні у 1954.
Помер 28 жовтня 1984 року на 65-му році життя.

## Виступи за збірну
1945 року дебютував в офіційних матчах у складі національної збірної Швеції. Протягом кар'єри у національній команді, яка тривала 6 років, провів у формі головної команди країни 26 матчів, забивши 1 гол.
У складі збірної був учасником  футбольного турніру на Олімпійських іграх 1948 року у Лондоні, здобувши того року титул олімпійського чемпіона, а також чемпіонату світу 1950 року у Бразилії, на якому шведська команда здобула бронзові нагороди.

## Титули і досягнення

### Командні
- Чемпіон Швеції: 1942-43, 1944-45, 1945-46, 1946-47, 1947-48, 1951-52
- Володар Кубка Швеції: 1943, 1945
- Олімпійський чемпіон: 1948
- Бронзовий призер чемпіонату світу: 1950

### Особисті
- Найкращий шведський футболіст року (1):

1949